# 馬西索德拉蘭卡瓜火山
馬西索德拉蘭卡瓜火山（Macizo de Larancagua）是玻利維亞的火山，位於該國中南部，由奧魯羅省負責管轄，海拔高度5,520米，山體由安山岩和英安岩組成。
18°13′S 68°32′W / 18.22°S 68.53°W